# Zatavua impudica
Zatavua impudica là một loài nhện trong họ Pholcidae. Loài này được phát hiện ở Madagascar.